# A (Usher e Zaytoven)
A (stilizzato "A") è un album in studio collaborativo del cantante statunitense Usher e del produttore statunitense Zaytoven, pubblicato nel 2018.

## Tracce
1. Stay at Home (featuring Future) – 3:28
2. ATA – 3:07
3. Peace Sign – 2:58
4. You Decide – 3:32
5. Birthday – 3:24
6. She Ain't Tell Ya – 3:21
7. Say What U Want – 3:39
8. Gift Shop (featuring Gunna) – 3:41